# La Rotonde (étrusque)
La Rotonde (en italien : La Rotonda) est l'une des tombes étrusques, datant du Ier siècle av. J.-C. au IIe siècle, situées dans la nécropole de la Polledrara près de la ville de Vulci dans la  province de Viterbe, dans le nord du Latium. 

## Description
La Rotonde se trouve à proximité de la Cuccumella dans la zone la plus méridionale de Vulci (nécropole de la Polledrara), comprise dans le Parco Archeologico Ambientale di Vulci. 
Le tumulus, dont la base circulaire (tambour) est en pierre, date probablement de la fin de la république et la première période impériale romaine.

## Sources
- x